# ارله پی. هالیبرتون
ارله پی. هالیبرتون (به انگلیسی: Erle P. Halliburton) (زاده ۲۲ سپتامبر ۱۸۹۲ - درگذشته ۱۳ اکتبر ۱۹۵۷) کارآفرین، صنعت‌گر و مخترع آمریکایی بود، که در سال ۱۹۱۹ شرکت خدمات نفتی هالیبرتون را تأسیس نمود.
شرکت هالیبرتون هم‌اکنون به‌عنوان بزرگترین شرکت خدمات نفتی جهان شناخته می‌شود.

## هالیبرتون

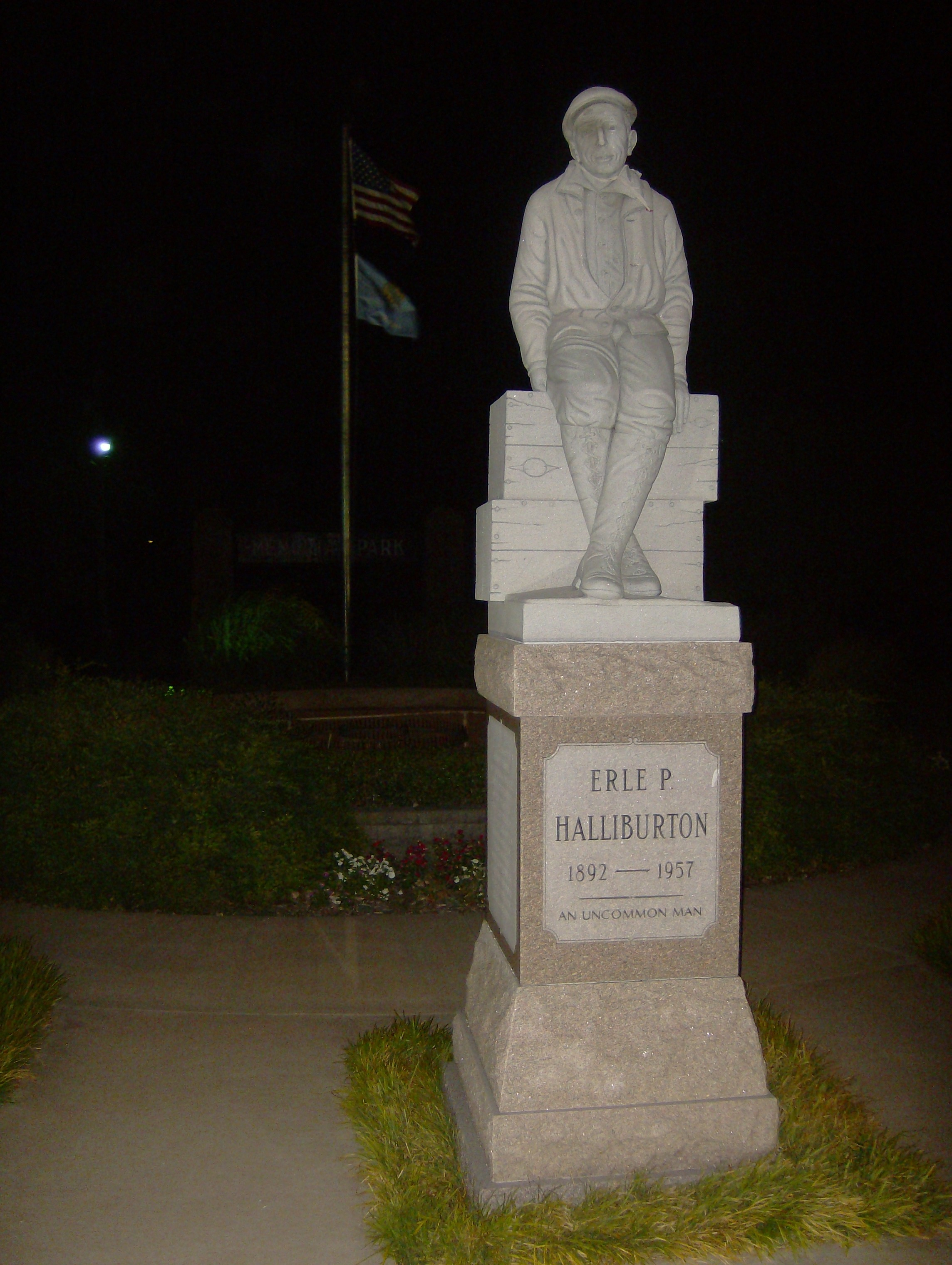
تندیس ارله هالیبرتون، در مموریال پارک دانکن، اکلاهما

کمپانی هالیبرتون، در سال ۱۹۱۹ توسط ارله پی. هالیبرتون تأسیس شد و در سال اول فعالیت خود، روش جدیدی را در حفاری چاه‌های نفتی، ابداع نمود.
پیشرفت شرکت هالیبرتون، در سال‌های نخست فعالیتش، بگونه‌ای بود، که در سال ۱۹۲۲ پانصدمین دکل حفاری خود را، در منطقه مهیا، تگزاس راه‌اندازی کرد.
در انتهای دهه ۱۹۲۰ و اوایل دهه ۱۹۳۰ میلادی کمپانی هالیبرتون، اولین فعالیت‌های بین‌المللی خود را، در کشورهای برمه و هند، آغاز کرد.
در طول دهه ۱۹۳۰ این شرکت، فعالیت خود را در ایالات متحده، ادامه داد. شرکت هالیبرتون، در سال ۱۹۴۰ اولین دفتر خارج از ایالات متحده را، در کشور ونزوئلا تأسیس نمود. در ۱۹۴۷ اولین کشتی چندمنظوره حفاری را طراحی کرد و با این کار، صنعت نفت و مخصوصأ بخش حفاری را، وارد فاز جدیدی نمود!
در سال ۱۹۵۱ هالیبرتون اولین شرکت تابعه خود در اروپا را، در کشور ایتالیا و با نام هالیبرتون ایتالیا تأسیس کرد.
در طول هفت سال بعدی، شرکت‌های تابعه و شعبه‌های دیگری توسط این کمپانی راه‌اندازی شد، که عبارت بودند از:
-  آلمان: شرکت تابعه بنام هالیبرتون آلمان
-  آرژانتین: دفتر عملیاتی هالیبرتون
-  انگلستان: شرکت تابعه بنام کی‌بی‌آر
-  کانادا: مرکز ارائه خدمات
-  ایران: مرکز ارائه خدمات
-  پرو: مرکز ارائه خدمات
-  کلمبیا: مرکز ارائه خدمات
-  عربستان سعودی: مرکز ارائه خدمات
-  اندونزی: مرکز ارائه خدمات

درآمد هالیبرتون برای اولین بار در سال ۱۹۵۲ به مرز ۱۰۰ $ میلیون دلار رسید.
در سال ۱۹۵۷ مؤسس این کمپانی، ارله هالیبرتون در شهر لس‌آنجلس درگذشت. در آن زمان، کمپانی هالیبرتون، ارزشی معادل ۱۹۰ میلیون دلار داشت.
از زمان تأسیس کمپانی هالیبرتون در سال ۱۹۱۹ این کمپانی، تحت رهبری مؤسس آن؛ ارله هالیبرتون قرار داشت و تا سال ۱۹۵۷ که وی درگذشت، همواره به عنوان مدیرعامل هالیبرتون، فعالیت نمود.
امروزه هالیبرتون بزرگترین شرکت خدمات نفتی جهان است، که دفاتر مرکزی آن، در شهر هیوستون، تگزاس و نیز در دبی، امارات قرار دارند.
شرکت خدمات نفتی هالیبرتون، در بیش از ۷۰ کشور نفتخیز فعالیت می‌کند. این کمپانی، مالک صدها شرکت تابعه، شرکت فرعی، مشارکتی و زیرمجموعه، در سراسر جهان بوده و شمار کارکنان آن، بیش از ۶۰٫۰۰۰ نفر می‌باشد.
بخش عملیاتی هالیبرتون در زمینه ارائه خدماتی چون اکتشاف و استخراج نفت خام و گاز طبیعی، احداث پالایشگاه، خطوط لوله و نیز ساخت کارخانجات تولید فراورده‌های شیمیایی و محصولات پتروشیمی، اشتغال دارد.